# Национальный резервный фонд изюма США

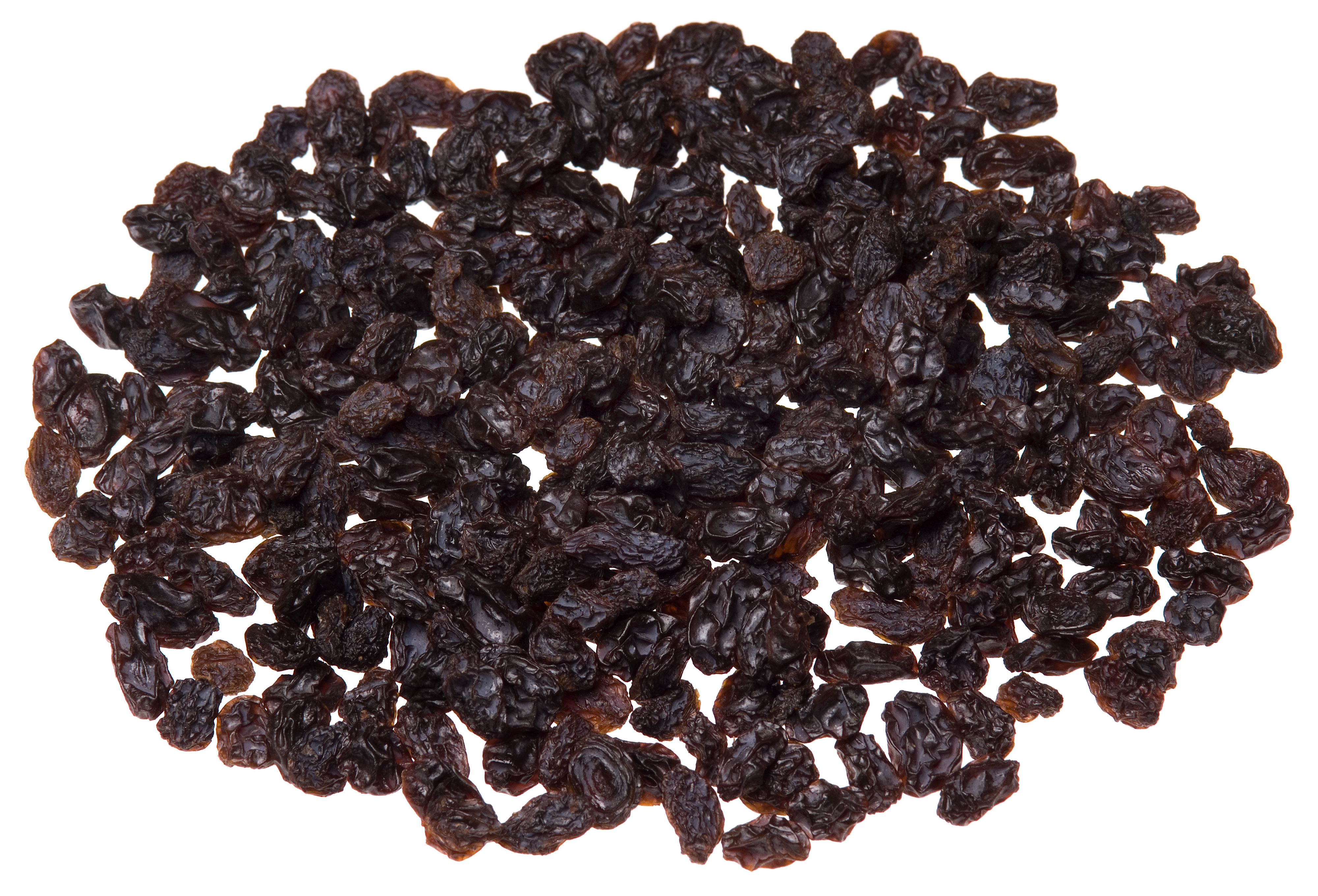
Изюм

Национальный резервный фонд изюма — резервный фонд изюма, созданный в 1949 году правительством США в целях контроля цен на изюм.
Деятельность комитета, управляющего фондом, была схожей с продразвёрсткой — фонд отбирал значительную часть изюма у фермеров, часто без всякой компенсации. В 2015 году Верховный суд Соединённых Штатов признал безвозмездное изъятие изюма неконституционным.

## История
В 1949 году в соответствии с Указанием о торговле 989 был создан Национальный резервный фонд изюма, а также Административный комитет, отвечающий за его работу.
Комитет изымает часть изюма у фермеров.
Изъятый фондом изюм отправлялся на различные склады в Калифорнии, продавался иностранным государствам, скармливался скоту и школьникам и утилизировался другими способами с условием не выпускать изюм фонда на внутренний рынок США.
Административный комитет по изюму располагается в Фресно, в Калифорнии, и находится под контролем Министерства сельского хозяйства США. Прибыль использовалась в основном на оплату расходов комитета, а остатки отдавалась назад фермерам. В один из последних годов таким образом было получено $65,483,211, и вся эта сумма была потрачена на комитет.
В 2013 году конгрессмен Трей Радел внёс законопроект, который предусматривал отмену Указания 989, однако этот законопроект не был принят.
В 2013 году фермер Марвин Хорн начал оспаривать законность фонда.
По состоянию на июль 2013 года, Хорн был в долгу у правительства на $650,000, не додав 1,2 миллиона фунта изюма — приблизительно четыре года урожая.
Хорн дошёл до Верховного Суда Соединенных Штатов.
В июне 2015 года, то есть через пару лет проволочек, судом было признано, что конфискация части урожая без компенсации по рыночной цене противоречит Конституции США.
Комитет продолжает работу и в настоящее время. Он не собирает изюм в фонд, но занимается обеспечением качества изюма и соблюдением других положений Указания 989.

## Прочие фонды
В дополнение к национальному фонду изюма, существовали фонды миндаля, грецких орехов, вишни и других продуктов. Эти фонды появились во время Великой депрессии, как результат правительственных попыток удерживать цены и помочь фермерам получать прибыль.
Большинство из них больше не существует.